# Communauté de communes du Pays Baraquevillois
La communauté de communes du Pays Baraquevillois  est une ancienne communauté de communes française, située dans le département de l'Aveyron.

## Historique
Elle est créée le 1er janvier 1998.
À l'initiative de Baraqueville, le 1er janvier 2014, les communes de Baraqueville, Manhac et Camboulazet intègrent la communauté d'agglomération du Grand Rodez, mettant en grande difficulté budgétaire la communauté de communes, qui estime que 3,7 millions d'euros des 5,2 millions d'euros de sa dette sont imputables aux communes qui rejoignent le Grand Rodez, .
Le 1er janvier 2016, ces mêmes communes quittent Rodez Agglomération et réintégrent la communauté de communes du Pays Baraquevillois dont elles s'étaient séparées deux ans plus tôt.
Le 1er janvier 2017, la communauté de communes rejoint la communauté de communes Pays Ségali dont Baraqueville est le siège.

## Territoire communautaire

### Composition
L'intercommunalité était composée des communes suivantes :
| Nom                    | Code Insee | Gentilé        | Superficie (km2) | Population (dernière pop. légale) | Densité (hab./km2) |
| ---------------------- | ---------- | -------------- | ---------------- | --------------------------------- | ------------------ |
| Baraqueville (siège)   | 12056      | Baraquevillois | 33,54            | 3 137 (2014)                      | 94                 |
| Boussac                | 12032      | Boussacois     | 17,92            | 549 (2014)                        | 31                 |
| Camboulazet            | 12045      | Camboulazetois | 14,25            | 465 (2014)                        | 33                 |
| Castanet               | 12059      | Castanetais    | 30,42            | 536 (2014)                        | 18                 |
| Colombiès              | 12068      | Colombiens     | 55,23            | 907 (2014)                        | 16                 |
| Gramond                | 12113      | Gramondais     | 13,14            | 480 (2014)                        | 37                 |
| Manhac                 | 12137      | Manhacois      | 18,50            | 774 (2014)                        | 42                 |
| Moyrazès               | 12162      | Moyrazessois   | 48,67            | 1 138 (2014)                      | 23                 |
| Pradinas               | 12189      | Pradinasiens   | 22,68            | 359 (2014)                        | 16                 |
| Sauveterre-de-Rouergue | 12262      | Sauveterrats   | 23,43            | 797 (2014)                        | 34                 |

## Administration

### Présidence
| Période    | Période       | Identité           | Étiquette | Qualité                                                |
| ---------- | ------------- | ------------------ | --------- | ------------------------------------------------------ |
| 1999       | 2008          | Didier Mai-Andrieu |           | Maire de Sauveterre-de-Rouergue                        |
| 2008       | avril 2014    | Claude Bou         |           | Maire de Castanet                                      |
| avril 2014 | décembre 2016 | Didier Mai-Andrieu | DVG       | Conseiller général (canton de Baraqueville-Sauveterre) |